# Don Banks
Pour les articles homonymes, voir Banks.
Don Banks est un compositeur australien de musique de films né le 25 octobre 1923 et mort le 5 septembre 1980. Il est le compositeur emblématique (avec James Bernard) de la Hammer Film Productions. Il était également compositeur de musique classique. Nous lui devons, entre autres, un concerto pour violon, une sonate pour violon, un concerto pour cor, un concerto pour piano et certaines œuvres qui mélangent classique et jazz pour le concert.

## Filmographie partielle
{{..}}
- 1959 : Larry agent secret (en) d'Alvin Rakoff
- 1962 : Le Fascinant Capitaine Clegg de Peter Graham Scott
- 1964 : L'Empreinte de Frankenstein de Freddie Francis
- 1964 : Meurtre par procuration de Freddie Francis
- 1965 : Le Messager du diable de Daniel Haller
- 1966 : Raspoutine, le moine fou de Don Sharp
- 1966 : La Femme reptile de John Gilling
- 1967 : Dans les griffes de la momie de John Gilling
- 1967 : Le Jardin des tortures de Freddie Francis